# Bodoky Lajos
Bodoky Lajos (Békésgyula, 1833. október 1. – Budapest, 1885. szeptember 13.) miniszteri tanácsos és vízügyi felügyelő.

## Élete
Atyja megyei mérnök volt; tanulmányait Kecskeméten, Eperjesen és Budapesten végezte s a budai József Műegyetemből 1852-ben kikerülve, Herrich mellett két évig a Tisza-szabályozási felügyelőségnél szolgált, mire bátyjához, Bodoky Károlyhoz ment Gyulára, aki ott Körös-Berettyó-szabályozási főmérnök volt. 1860-ban az alkotmányos élet beálltával Békés megye megválasztá főmérnökévé; a provizórium alatt leköszönt s mint magánmérnök működött. 1863-ban a Temes-szabályozó társulat főmérnökévé választatott. Bátyja halála után a kormány ővele töltötte be a Gyulán megüresedett királyi főmérnöki állást, honnan 1872-ben Budapestre hívták s itt a Duna-szabályozásnál nyert állást. A szabályozási munkálatok befejeztével országos középítészeti felügyelő lett. 1881-ben, a műszaki tanács szervezésével, osztálytanácsosi minőségben a vízépítészeti osztály élére állíttatott. Erre az időre esnek a Tisza és mellékfolyói völgyén megindított és részben már végre is hajtott nagymérvű ármentesítési munkák, melyek sikeréből jelentékeny rész őt illeti. Báró Kemény Gábor közmunka- és közlekedési miniszter, amint a minisztériumot átvette, Bodokyt a műszaki tanácsból miniszteri tanácsosi minőségben a vízügyi adminisztráció élére állította.

## Munkái
- A folyókban és csatornákban folyó viz mozgásának elmélete. Humphrey és Abbot után ford. és jegyzetekkel ellátta. Pest, 1869.
- Jelentése az 1873. évi bécsi világtárlaton kiállított vizműtani és vizépítészeti tárgyakról. Bpest, 1874. (Közm. és közl. m. kir. miniszterium kiadványai 9. füzet.)
- Műszaki vélemény a Rába-szabályozó társulat által eszközölt ártérfejlesztésről. Győr, 1877.
- Francziaország vizi utainak és csatornahálózatának leirása. Bpest, 1880. (Közm. és közl. miniszterium kiadványa. Ism. Nemzetgazd. Szemle.)

Technikai cikkei a Tisza és Duna szabályozásáról a Honban és Nemzetben jelentek meg; a mérnökegyesület vízépítészeti szakosztályának tárgyalásaiban is tevékeny részt vett, és cikkei a Magyar Mérnökegylet Közlönyében (1868–69, 1873, 1875) jelentek meg.

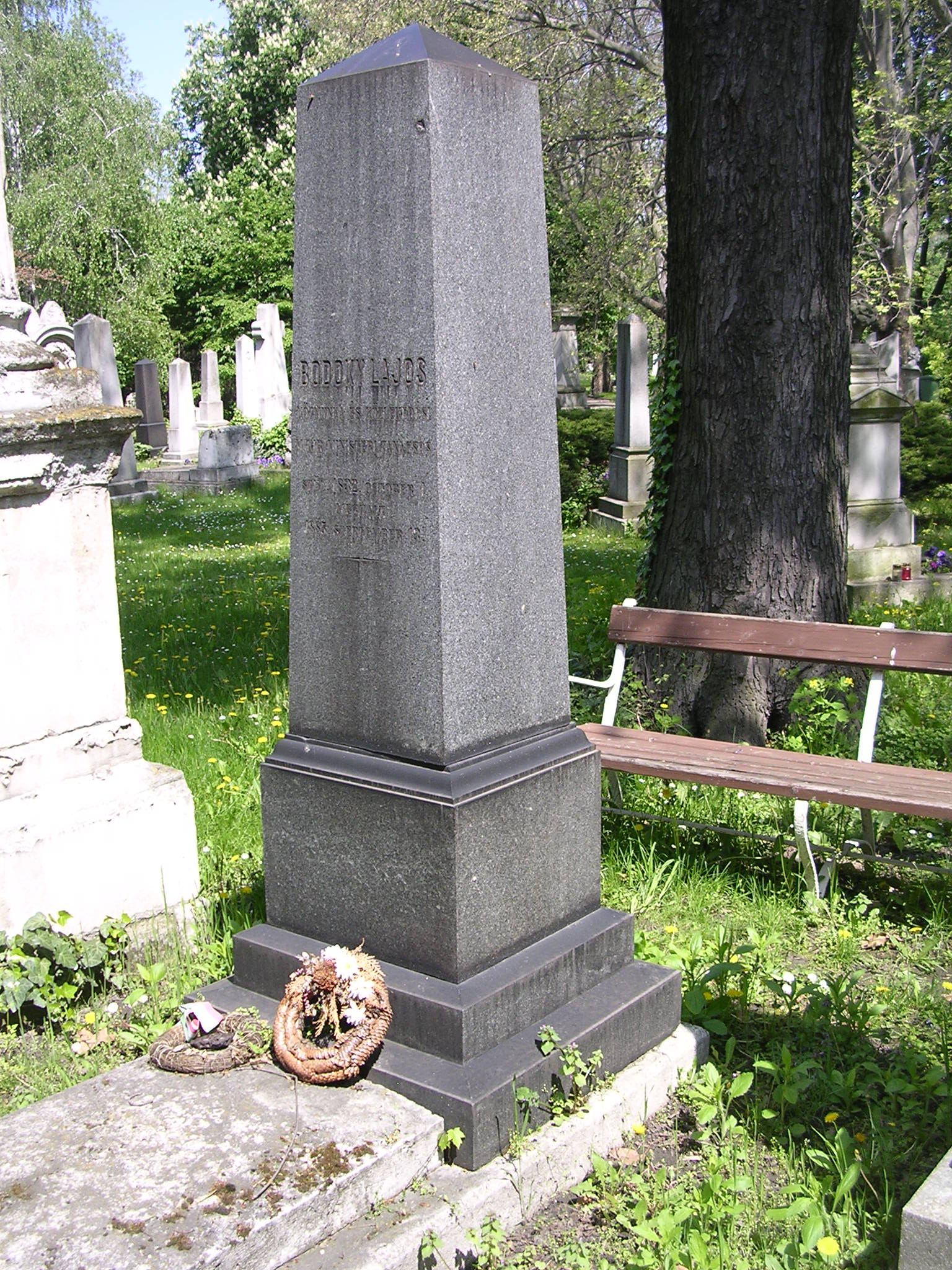
Sírja a Fiumei úti sírkertben